# جسیکا باردن
جسیکا باردن (انگلیسی: Jessica Barden؛ زادهٔ ۲۱ ژوئیهٔ ۱۹۹۲) یک هنرپیشه اهل بریتانیا است. وی بابت بازی در نقش الیسا در سریال کمدی درام پایان دنیای لعنتی معروف شد.
از فیلم‌ها یا برنامه‌های تلویزیونی که وی در آن نقش داشته‌است، می‌توان به هانا، دور از اجتماع خشمگین، خرچنگ، افسانه‌های واهی، و ماینداسکیپ اشاره دارد.

## اوایل زندگی
باردن در نورثالرتون زاده شد و در سال ۱۹۹۵ به وتربی نقل مکان کرد و وارد دبیرستان Wetherby High School شد. او بازیگری را با بازی در نقش کوچکی در سریال My Parents Are Aliens در سال ۱۹۹۹ آغاز کرد. بعدها در سریال No Angels و چیس حضور یافت.

## زندگی شخصی
باردن در ۱۹ اکتبر ۲۰۲۱ اعلام کرد که اولین فرزندش را به دنیا آورده‌است و بعداً در اینستاگرام فاش کرد که این دختر کوچکی به نام فرانکی است. همسر و پدر فرزندش فیلمساز مکس وینکلر است. او به یهودیت گرویده‌است و در لس آنجلس اقامت دارد.